# 桃色タイフーン
「桃色タイフーン」（ももいろタイフーン）は、春奈るなの12枚目のシングルである。2018年8月22日にSACRA MUSICから発売された。

## 概要
前作「KIRAMEKI☆ライフライン」から約9ヶ月ぶり、SACRA MUSIC移籍後3枚目のシングルである。
販売形態は完全生産限定盤、初回生産限定盤、通常盤、期間生産限定盤＜アニメ盤＞の4種リリースで、週刊少年ジャンプ連載中の漫画をアニメ化したテレビアニメ『ゆらぎ荘の幽奈さん』のオープニングテーマである「桃色タイフーン」と、「 恋せよ乙女」，「Again」のほか、完全生産限定盤、初回生産限定盤，通常盤には「桃色タイフーン」のインスツルメント、期間生産限定盤＜アニメ盤＞にはテレビサイズバージョンの計4曲が収録されている。
完全生産限定盤には2017年のワンマンライブ「春奈るな LIVE 2017 "LUNARIUM" ～2017.10.22 at EX THEATER ROPPONGI～」のダイジェスト映像（13曲）の映像を収録したBlu-rayが、初回生産限定盤には「桃色タイフーン」のMusic Videoとそのメイキング映像を収録したDVDが、期間生産限定盤にはTVアニメ『ゆらぎ荘の幽奈さん』ノンクレジットエンディング映像を収録したDVDが同梱されている。
「桃色タイフーン」について，本人は、「すごくポップでキャッチーな曲なので、いろいろな人にとって耳馴染みの良い楽曲になったと思います。「ゆらぎ荘の幽奈さん」の世界観に寄り添いつつも、ライブでもみんなではじけられるような曲です。みんなに合いの手を挟んでもらえる箇所も作ってあるので、今後ライブの定番曲に育てていきたい楽曲ですね。」、「今回はメロラップに初挑戦しています。サビ前の“やばいやばい　気づいて～”などの部分で、歌なんだけど、もはやせりふに近い感じで声を出しています。初挑戦ということで個人的にも新しさがあるので、みんなに聴いてほしいです。」と語っている。
また、カップリング曲には、ジャジーでめちゃくちゃおしゃれな曲「恋せよ乙女」と、ちょっとクールなバラードを入れるという方向性で作られた「Again」を収録している。

## シングル収録内容

### 完全生産限定盤・初回生産限定盤・通常盤
| #         | タイトル                         | 作詞      | 作曲       | 編曲      | 時間  |
| --------- | -------------------------------- | --------- | ---------- | --------- | ----- |
| 1.        | 「桃色タイフーン」               | 大塚利恵  | 藤井万利子 | Saku      | 4:17  |
| 2.        | 「恋せよ乙女」                   | Saku      | Saku       | Saku      | 3:38  |
| 3.        | 「Again」                        | Saku      | Saku       | Saku      | 4:40  |
| 4.        | 「桃色タイフーン」(Instrumental) |           |            |           | 4:17  |
| 合計時間: | 合計時間:                        | 合計時間: | 合計時間:  | 合計時間: | 16:52 |

| #   | タイトル                                                                                      | 作詞 | 作曲・編曲 |
| --- | --------------------------------------------------------------------------------------------- | ---- | ---------- |
| 1.  | 「Prologue ～LUNARIUM～」(春奈るな LIVE 2017 “LUNARIUM”～2017.10.22 at EX THEATER ROPPONGI～) |      |            |
| 2.  | 「ステラブリーズ」(同上)                                                                      |      |            |
| 3.  | 「MONSTER」(同上～)                                                                           |      |            |
| 4.  | 「Ripple Effect」(同上)                                                                       |      |            |
| 5.  | 「PURPLE LOVE」(同上)                                                                         |      |            |
| 6.  | 「REASON」(同上)                                                                              |      |            |
| 7.  | 「アイコトバ」(同上)                                                                          |      |            |
| 8.  | 「Startear」(同上)                                                                            |      |            |
| 9.  | 「美しきセンティメント」(同上)                                                                |      |            |
| 10. | 「KIRAMEKI☆ライフライン」(同上)                                                               |      |            |
| 11. | 「NAKED HEART」(同上)                                                                         |      |            |
| 12. | 「君色シグナル」(同上)                                                                        |      |            |
| 13. | 「Overfly」(同上)                                                                             |      |            |

| #  | タイトル                        | 作詞 | 作曲・編曲 |
| -- | ------------------------------- | ---- | ---------- |
| 1. | 「桃色タイフーン」(Music Video) |      |            |
| 2. | 「Making of “桃色タイフーン”」  |      |            |

### 期間生産限定盤
| #         | タイトル                    | 作詞     | 作曲・編曲 | 時間 |
| --------- | --------------------------- | -------- | ---------- | ---- |
| 1.        | 「桃色タイフーン」          | 大塚利恵 | 藤井万利子 | 4:17 |
| 2.        | 「恋せよ乙女」              | Saku     | Saku       | 3:38 |
| 3.        | 「Again」                   | Saku     | Saku       | 4:40 |
| 4.        | 「桃色タイフーン」(TV Size) | 大塚利恵 | 藤井万利子 | 1:29 |
| 合計時間: | 合計時間:                   | 14:04    |            |      |

| #  | タイトル                                                         | 作詞 | 作曲・編曲 |
| -- | ---------------------------------------------------------------- | ---- | ---------- |
| 1. | 「TVアニメ『ゆらぎ荘の幽奈さん』ノンクレジットオープニング映像」 |      |            |